# Лип'янка (притока Берестової)
Лип'янка — річка у Берестинському районі Харківської області. Ліва притока Берестової (басейн Дніпра).

## Опис
Довжина річки приблизно 16  км. Формується з 2 безіменних водойм. На деяких ділянках пересихає.

## Розташування
Лип'янка бере початок в селі Лип'янка. Тече переважно на північний захід у межах сіл Балки, Петрівку та Маховик. На північно-західній околиці села Попівки впадає у річку Берестову, праву притоку Орелі.